# Ложища
Ложища или Ложище (на гръцки: Μεσόλοφος, Месолофос, до 1927 година Λοζίστα, Лозиста) е бивше село в Република Гърция, разположено на територията на дем Синтика, област Централна Македония.

## География
Ложища е било разположено на десния бряг на Бутковското езеро.

## История

### В Османската империя
През XIX век Ложища е турско село, спадащо към Сярска каза на Серски санджак. В „Етнография на вилаетите Адрианопол, Монастир и Салоника“, издадена в Константинопол в 1878 година и отразяваща статистиката на населението от 1873 година, Ложица (Lojitsa) е посочено като село с 62 домакинства и 148 жители мюсюлмани.
В 1891 година Георги Стрезов пише за селото:
| „ | Ложища, село край Круша планина на разстояние 6 часа на ЮЗ от Порой. Изкарва добър тютюн. 80 къщи турски и 30 цигански. | “ |

Според статистиката на Васил Кънчов („Македония. Етнография и статистика“) в 1900 година в Ложище живеят 400 турци.

### В Гърция
През Балканската война селото е освободено от части на Седма пехотна рилска дивизия на българската армия, но след Междусъюзническата война от 1913 година остава в пределите на Гърция. Цялото население на селото се изселва в Турция и на негово място са заселени гърци бежанци. Според преброяването от 1928 година селото е изцяло бежанско с 39 бежански семейства и 121 души.